# 新屋一交流道
新屋一交流道位於臺灣桃園市新屋區，為台66線指標13公里處的交流道，原為平交路口，於2017年1月9日立體化。可通往中壢區與楊梅區，並可由此交流道前往高鐵桃園站與國道二號之大竹交流道。
|        | 13 新屋一 |  | 中壢 楊梅 |
| 高鐵站 | 13 新屋一 |  |           |

## 外部連結
- 台66線新屋一交流道示意圖 （页面存档备份，存于）（交通部公路總局）